# 山普拉掛毯
山普拉掛毯（英語：Sampul tapestry）是一幅出土於新疆和田地區洛浦縣山普魯鎭的緙織壁毯，是於1983至1984年間在挖掘山普魯鎭（當時名為「山普拉鄉」）的一處古代墓葬群時發現的。:37, 255當地位於古代的于闐王國附近。:15因具有濃郁的希臘化時期藝術特徵，比如繪有希臘神話中的半人馬和希臘式帶狀王冠，所以它的來源很可能同希臘-巴克特里亞王國有關。

## 形制

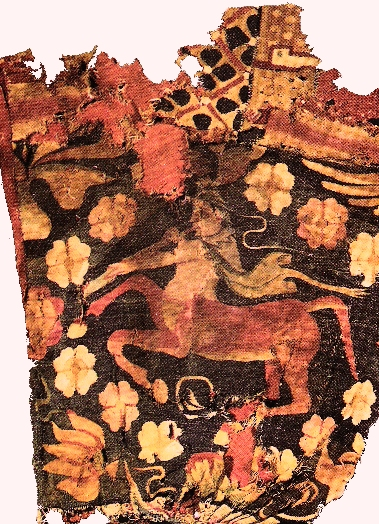
半人馬

這幅掛毯長230釐米，寬48釐米。:285半人馬部份長55釐米，寬45釐米；戰士肖像部份長52釐米，寬48釐米。:194該掛毯實際上是殘片，是一幅大型掛毯左邊邊緣的一部份，由羊毛製作，裝飾圖案由各色絲線共24種縫製。其上描繪一名藍眼高加索戰士像和一匹奔馳中的半人馬。:81
按比例計算的話，完整的戰士全身像長度應為半人馬的六倍。:195之所以被認定為戰士是因他手中所持長矛和腰間配戴的一把匕首。:202他穿着有圓形花飾的衣袍，額前的飾帶很可能是希臘化時代流行的帶狀頭冠，為王族的象徵，經常出現於馬其頓王國和其他各種古希臘錢幣上。半人馬口吹號角，頭戴帽兜，身披斗篷，周身被鑽石形狀的花飾所環繞。:194
由於當地大量的文物掠奪，給鑑定掛毯的準確年代帶來很多不確定性，普遍認為是公元前3世紀至公元後4世紀期間的作品。:255, :194, :81此外，奇異的是，掛毯的形制被製作成男式長褲的樣式，而在山普魯鎭發現的其他古代長褲是沒有裝飾圖案的。:202

## 起源

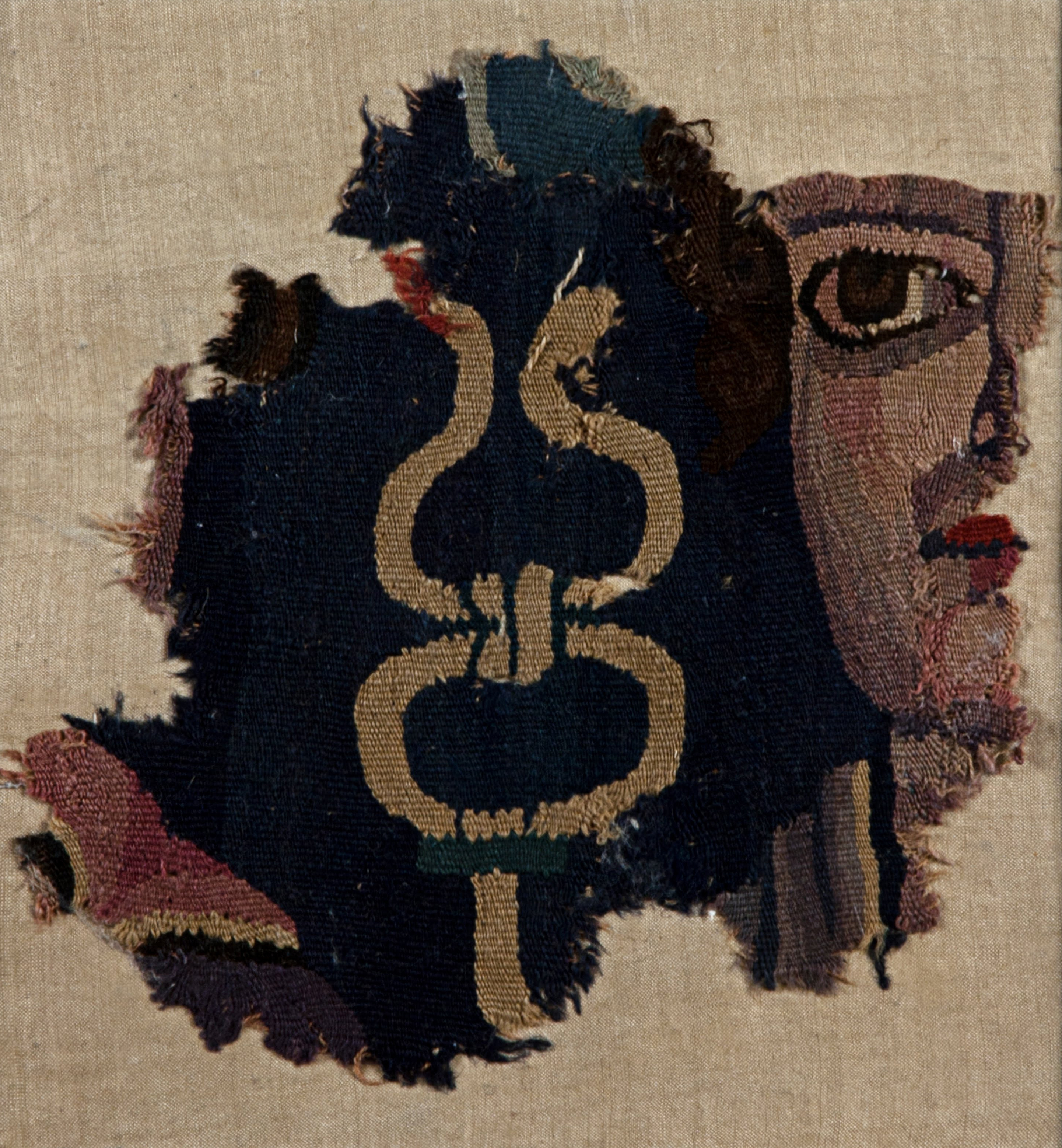
斯坦因在樓蘭發現的赫密士像掛毯殘片，同屬希臘化時期藝術風格。

雖然位於中亞的希臘-巴克特里亞王國被認為很有可能是山普拉掛毯的原製造地，但無法百分之百確定。從掛毯的縫製技術來看，以24種不同顏色的絲線製成，顯然是西式工藝。半人馬穿戴的帽兜和斗篷是中亞化的希臘裝扮，吹奏號角這一特徵也將其與牠的希臘原型區分開來。:194戰士衣襟上的鑽石狀花紋也是源自中亞藝術風格。某些紋樣，尤其是戰士所配匕首上的動物頭部裝飾，表明這幅掛毯可能源於古代伊朗北部的帕提亞區域。:202
另一個可能的來源地是古羅馬，:202不然就是在于闐當地製作的。據《新唐書》所載，公元前1世紀時，漢武帝開通了到達于闐的絲綢之路，當地居民最擅長紡織各類掛毯。山普拉掛毯也許是在漢朝西征塔里木盆地區域之前一個世紀左右製造的。:9–20此外，馬爾克·奧萊爾·斯坦因曾在樓蘭發現過一幅繪有赫密士頭像和商神杖的希臘化壁毯殘片，暗示樓蘭和于闐之間存在文化上的聯繫。:9–20, :476

## 意義
山普拉掛毯的發現更加證實希臘化時代諸王國同中亞地區，甚至遠至新疆塔里木盆地區域之間的交流互動。自公元前3世紀起，希臘化文明遠播至古代中國邊境。

## 關聯條目
- 大宛
- 山普魯氍毹
- 費爾干納盆地
- 絕域亞歷山卓
- 希臘-巴克特里亞王國